# 崔應階
崔應階（1699年—1780年），字吉升，号拙圃，别号研露楼主人，湖北省武昌府江夏縣（今屬武漢市江夏區）人，清朝政治人物，曾任閩浙總督、刑部尚书。善诗曲。

## 生平
浙江處州鎮總兵崔相國之子。廕生出身。康熙五十九年（1720年）初授順天府通判，遷順天府西路廳同知。雍正九年（1731年），擢山西汾州府知府。乾隆十二年（1747年）遷河南南陽府知府。十五年，升授河南驛鹽道。十六年，擢安徽按察使。十七年，丁母憂，離職。二十年（1755年）服闋，補授貴州按察使。二十一年，擢湖南布政使，隨即以布政使署理湖南巡撫。崔應階之子時任甘肅東樂縣知縣崔琇私下把家書交給傳驛附帶寄送，崔應階不檢舉而遭湖廣總督碩色彈劾，乾隆帝特諭降調處分。二十二年，補授江蘇常鎮揚道，隨即擢江蘇按察使。二十四年（1759年），再升遷山東布政使。
乾隆二十八年（1763年），遷貴州巡撫。隨後調任山東巡撫（前任阿尔泰 (清朝)），巡抚山东五年（1763-1767），任上奏請疏濬荊山橋舊河，宣洩積水。二十九年，奏言：「武城運河東岸牛蹄窩、祝官屯，西岸蔡河陂水匯注，俱為隄隔，浸灌民田，請各建閘啟閉。」均如所議採納實施。三十一年，上疏：「各州縣民壯有名無實，飭屬汰老弱，選精壯，改習鳥鎗，與營伍無二。不增糧餉，省得精壯三千三百餘名。」得旨嘉獎。三十二年，上疏：「武定濱海，屢有水患：一在徒駭尾閭不暢，一在鉤盤淤塞未開。徒駭上游寬百餘丈，至霑化入海處僅十餘丈，紆回曲折，歸海遲延。徒駭舊有漫口，徑二十五里，寬至四五十丈，水漲賴以宣洩。若就此開濬，庶歸海得以迅速。又有八方泊為眾水所匯，伏秋霖雨，下游阻滯，淹及民田。泊東北為古鉤盤河，經一百三十餘里，久成湮廢。若就此開濬，引水入海，則上游不致停蓄，積水亦可順流而下。」全都獲准施行。
乾隆三十二年（1767年），調任福建巡撫。三十三年，擢閩浙總督，加太子太保。三十四年，以總督署理福州將軍、兼署福建巡撫；彈劾興泉永道蔡琛貪鄙，審判後依律論處。三十五年（1770年），調任漕運總督；奏陳糧道專職管理漕務，無治理地方的責任，命令糧道親自押運漕米前往淮安而不得推諉。三十七年（1772年），召京，授刑部尚書。三十八年，賜紫禁城騎馬。四十一年，遷都察院左都御史。四十五年（1780年），以原品休致，不久即卒。生平载《清史稿：列传九十六》卷309。

## 著作
- 崔應階长于戏曲，先后师从程湘皋、王受白等学琴，輯并序《研露樓琴譜》（乾隆三十一年（1766年）刊本）；崔應階与王受白交往的故事被拍成现代同名电影《研露樓琴譜》（2021）（电影改编自作家伍剑创作的小说《知音新琴缘》）。
- 在山东巡抚任上，辑《东巡金石录 》（录乾隆帝自十三年至三十年（1769-1765）六巡山东的题诗题匾）。
- 《情中幻》、《变仙记》、《烟花债》等传奇。
- 《拙圃诗集》四卷，乾隆初年刻本，后重编为十卷，乾隆36年自刻（据柯愈春《清人诗文集总目提要》，上册）。
- 重修《云台山志》八卷首一卷末一卷（乾隆三十七年刊本）。

## 家庭
- 父台灣鎮總兵、浙江處州鎮總兵崔相國。
- 子崔玟。妻郝氏，镶黄旗汉军、闽浙及两江总督兼吏部尚書郝玉麟之孙女。
- 子崔琇，甘肅東樂縣知縣。
- 孙儿。妻覃光瑶（字玉芳，1749-？），湖南武陵人，著《玉芳诗草》六卷（清乾隆三十五年（胞兄）覃光炜曹南衙署本；胞兄刊印此诗集，作为光瑶的嫁妆之一，据邓显鹤《沅湘耆旧集》）；其侄女覃樹英（字素瓊），著有《素瓊齋集》；父山东知州覃志京。

## 延伸阅读
[在维基数据编辑]
 《清史稿·卷309》，出自趙爾巽《清史稿》